# Смит, Джон Доннелл
Джон Доннелл Смит (англ. John Donnell Smith; 1829—1928) — американский ботаник-систематик, капитан кавалерии армии конфедератов.

## Биография
Джон Доннелл Смит родился 5 июня 1829 года в Балтиморе. Учился в Йельском университете, был членом тайного общества «Череп и кости». В 1847 году окончил университет со степеню бакалавра. В 1850 году получил право работать в суде, однако вместо этого на несколько лет отправилься в Европу, посещал лекции в Гейдельбергском университете.
В январе 1862 года Смит поступил на службу в Армию КША в качестве адъютанта генерала Джона Магрудера. К октябрю Смит стал старшим лейтенантом. В 1864 году Джон был повышен до капитана. Во время сражения при Геттисберге был тяжело ранен, 9 апреля 1865 года ушёл в отставку.
После гражданской войны Смит занялся изучением ботаники, совершил множество поездок в Европу, Азию и Южную Америку. С 1890 по 1907 Смит изучал флору Гватемалы. В 1905 году он был назначен почётным членом Смитсоновского института. Джон Доннелл Смит умер от пневмонии 2 декабря 1928 года в возрасте 99 лет.
Основной гербарий Доннелла Смита, содержащий около 100 тысяч образцов, хранится в Смитсоновском институте в Вашингтоне (US).

## Некоторые научные работы
- Smith, J.D. (1889—1907). Enumeratio plantarum guatemalensium. 8 vols.
- Smith, J.D. (1908). Icones plantarum centrali-americanarum. 46 pl.

## Роды, названные в честь Дж. Д. Смита
- Donnellia Austin, 1880
- Donnellia C.B.Clarke, 1902, nom. illeg. [syn.  Tripogandra Raf., 1837]
- Donnellsmithia J.M.Coult. & Rose, 1890